# Fabio Cassanelli
Fabio Cassanelli (1º gennaio 1973) è un ex giocatore che fece parte della Nazionale Italiana Paralimpica di calcio balilla.

## Biografia
Pluricampione nelle discipline Internazionali e Nazionali, sette volte campione del Mondo. Ha gareggiato nella categoria disabili a causa di un incidente che lo rese paraplegico in giovane età. 
Dal 2009 militava nel "Monster Club - Bresso 4", club di cui fu l'ideatore insieme al suo amico (e compagno di squadra in diverse gare) Pierangelo Bandera. Grazie al supporto del Gruppo Sportivo "GS Bresso 4" molti atleti si sono distinti nelle varie competizioni Nazionali.
La sua carriera vide luce nel 2007, sin da subito con risultati di prestigio in tutte le competizioni ufficiali della sua serie. 
Nel 2011 fu uno dei fondatori della "Federazione Paralimpica Italiana Calcio Balilla" (FPICB), insieme a Francesco Bonanno, Roberto Falchero, Pierangelo Bandera, Mirko Ferri, Corina Elena Radu ed Emilio Tondelli. Ne è fu parte integrante e operativa del consiglio fino a Dicembre 2016, data della sua dipartita consiliare. 
Tra i lavori più significativi spicca quello di redattore e ideatore del regolamento tecnico al tavolo per garantire equità di confronto tra diverse disabilità e del regolamento di gioco di singolo paralimpico Internazionale, protocolli tuttora in uso adottati anche dalla federazione internazionale ITSF.
In coppia, con Francesco Bonanno, detiene consecutivamente il titolo nel Campionato Mondiale di doppio ITSF, rispettivamente negli anni 2009, 2010, 2011, 2012 e 2013. Ad oggi i due atleti sono tra i più rappresentativi del calcio balilla paralimpico.
Nel campionato italiano FICB ha vinto nel 2008, 2009 e 2010, in coppia con Pierangelo Bandera, la medaglia d'oro nella categoria doppio, più 2 Argenti e un bronzo nel singolo "Porta a Porta", concludendo definitivamente la sua carriera FICB nel 2010.
Nel 2011 ha vinto il primo meeting nazionale di calcio balilla a Brescello, con un oro nel doppio assieme a Pierangelo Bandera, e un Oro nel singolo modalità "4 stecche".
La prima edizione della Coppa Italia paralimpica FPICB 2012, specialità doppio tradizionale, lo ha visto sul gradino più alto del podio, primo classificato in coppia con Pierangelo Bandera.
A gennaio 2013, alla prima partecipazione nella coppa del mondo, vince la manifestazione col Team Nazionale titolare, composto dagli atleti Fabio Cassanelli, Francesco Bonanno, Alessandro Nigra e Roberto Silvestro. Mettendo un sigillo storico in questo sport, portando in Italia la Coppa del Mondo. Trofeo mai vinto da nessun'altra Nazionale Italiana nello sport del Calcio Balilla. Sempre nella manifestazione si aggiudica un Oro nel world championship doppio disabili e un Argento nel singolo "Porta a Porta".
Ad agosto 2013, in coppia con Pierangelo Bandera, vince la medaglia d'Oro nell'Italian Master Series di doppio e un Argento nel Singolo.
A Novembre del 2013, in coppia con Rosario Pardo, vince la medaglia d'Oro al Campionato Italiano di doppio e si piazza al terzo posto nel singolo.
A Dicembre 2014, alla seconda partecipazione nella coppa del mondo, vince la medaglia d'Argento col Team Nazionale titolare, composto dagli atleti Fabio Cassanelli, Francesco Bonanno, Alessandro Nigra e Roberto Silvestro. Nel World Championship si aggiudica altre due medaglie di Bronzo, rispettivamente nel singolo "Porta a porta" e nel doppio.
A Maggio 2014, in coppia con Antonio Catalano, vince per la seconda volta la Coppa Italia nella disciplina Tradizionale.
A Ottobre 2014, in coppia con Pierangelo Bandera, vince il Campionato Italiano FPICB di Doppio. Si aggiudica anche il titolo di singolo decretandosi Campione Italiano assoluto FPICB. Nella stessa data disputa il WCS Roberto Sport ITSF, vincendo il titolo di doppio in coppia con Pierangelo Bandera per poi aggiudicarsi anche un secondo posto nel Singolo.
Ad Aprile 2015, prende parte al Campionato del Mondo, svoltosi a Torino, decretandosi Campione del Mondo nella specialità di singolo, ottenendo anche un terzo posto nel doppio assieme a Francesco Bonanno e un Terzo posto nella World Cup. Team Nazionale composto da Fabio Cassanelli, Francesco Bonanno, Alessandro Nigra Gattinotta e Roberto Silvestro.
A Settembre 2015 partecipa alla prima edizione della Lega a squadre Integrata, dedicata ad atleti disabili insieme ad atleti normodotati. Prima ed unica edizione Ufficiale realizzata al mondo. Si aggiudica il titolo con la squadra del Venezia, composta da: Marco Bertelli, Fabio Cassanelli, Amedeo Molino, Eros Marcon, Mattia Romano, Antonio Marino e Serena Nobili.
A fine Settembre 2015 disputa il World Championship Leonhart di singolo a Berlino classificandosi primo.
A Ottobre 2015 prende parte al Campionato Italiano FPICB a Milano, vincendo nella specialità doppio e il singolo. Decretandosi Campione Italiano Assoluto 2015.
A Novembre 2015 dopo aver vinto nei mesi precedenti il campionato Italiano di doppio e singolo, il World championship Leonhart a Berlino, la lega a squadre integrata e l'ultimo campionato Mondiale nell'Aprile 2015 aggiudicandosi il prestigioso titolo di campione del Mondo Assoluto, abbandona l'agonismo mettendosi in una lunghissima pausa da tutte le competizioni Ufficiali.